# Мей Панг
Мей Фунґе Панг (англ. May Pang; нар. 24 жовтня 1950, Мангеттен) — американська музична менеджерка. Вона працювала на Джона Леннона та його дружину Йоко Оно особистою помічницею та координаторкою запису альбомів. Коли Леннон і Оно тимчасово розійшлися в 1973 році, між Панг і Ленноном почались стосунки, що тривали більше 18 місяців. Пізніше Леннон називав цей період своїми «втраченими вихідними» (англ. Lost Weekend). Згодом Панг випустила дві книги про їхні стосунки — спогади під назвою Люблячи Джона (англ. Loving John, Warner, 1983) та книгу світлин Instamatic Karma (St. Martin's Press, 2008). Також документальний фільм The Lost Weekend: A Love Story вийшов у 2022.
Панг була одружена з продюсером Тоні Вісконті з 1989 по 2000 роки і має двох дітей.

## Життєпис
Мей Панг народилася 1950 року на Мангеттені, Нью-Йорк. Вона є дочкою китайських іммігрантів і виросла в іспанському Гарлемі в Нью-Йорку зі старшою сестрою та прийомним братом, обидва вони народилися в Китаї. Родина Панг виїхала, коли планували розібрати квартири, де вони жили, і переїхала до нового помешкання на розі 97-ї вулиці та 3-ї авеню на Манхеттені.
Закінчивши Академію Сен-Майкла, Панг навчалася у Нью-Йоркському коледжі громади. Вона хотіла бути моделлю, але модельні агенції вказували їй на надмірну «етнічність». У 1970 році вона почала працювати в Нью-Йорку в ABKCO Records під керівництвом Аллена Кляйна, який на той час представляв Apple Records та трьох колишніх «Бітлз»: Леннона, Джорджа Гаррісона та Рінго Старра .
У грудні 1970 року Панг допомогла Леннону та Оно у їхніх авангардних кінопроєктах Up Up Legs Forever та Fly. Потім Панг почала працювати секретаркою Леннона та Оно, а також служницею у Нью-Йорку та Великій Британії, що призвело до призначення її особистою помічницею, коли Леннони переїхали з Лондона до Нью-Йорка в 1971 році.
Так, 9 жовтня 1971 року Панг координувала художню виставку в Сірак'юс у Нью-Йорку, для вистави Оно «Це не тут» у музеї Еверсона. Шоу Оно співпало з 31-м днем народження Леннона, і в готелі «Сірак'юс» відбулася вечірка, на якій, серед інших, були присутні Рінго Старр, Філ Спектор та Елліот Мінц.

## «Втрачений вихідний»
У той час, коли Леннона мав 18-місячні стосунки з Мей Панг, він перебував у періоді свого життя, який він згодом буде називати своїм «Втраченим вихідним» або «Втраченим уїк-ендом», посилаючись на однойменний фільм та роман .
У середині 1973 року Панг працювала над записом альбому Lennon's Mind Games. У Леннона і Оно виникли проблеми у стосунках, і вони вирішили розлучитися, а Оно запропонувала Панг, стати компаньйонкою Леннона. Оно пояснила, що вона і Леннон часто сперечаються, тому розлучаться, і сказала, що Леннон почне зустрічатися з іншими жінками. Вона зазначила, що Леннон зізнався, що вважає Панг сексуально привабливою. На це Панг відповіла, що вона ніколи не може мати відносини з Ленноном, оскільки він був її роботодавцем і одружився. Оно проігнорувала протести Панг і пообіцяла все влаштувати. Пізніше Оно підтвердила цю розмову в інтерв'ю. У жовтні 1973 року Леннон та Панг виїхали з Нью-Йорка до Лос-Анджелеса, аби просувати Ігри про розум, і вирішили залишитися на деякий час, живучи в будинках друзів. 
Перебуваючи там, Леннон надихнувся започаткувати два нових проєкти: альбом зі старих пісень рок-н-ролу, які надихнули його стати музикантом, а також запросити іншого виконавця. У грудні 1973 року Леннон спільно з Phil Spector записали рок-н-рольний альбом. Сеанси запису із вживанням алкоголю стали легендарними. Кожен музикант у Лос-Анджелесі хотів взяти участь, але незабаром пияцтво Леннона та нестабільна поведінка Спектора аж до його стрільби з пістолета безпосередньо в залі студії, призвели до того, що все це припинилося.
У березні 1974 року Леннон почав випускати альбом Гаррі Нілссона «Pussy Cats», названий таким чином, щоб протистояти уявленню «поганого хлопчика», яку пара заробила в ЗМІ за допомогою двох випадків пияцтва в «Трубадурі»: першого, коли Леннон посварився з офіціанткою на концерті Анни Піблз, яка на той час випустила одну з улюблених платівок Леннона «Я не витримую дощу», і через два тижні, коли Леннон і Нілссон вивели один одного з клубу. Леннон вирішив, що було б гарною ідеєю для музикантів жити під одним дахом, аби гарантувати, що вони потраплять до студії вчасно, тому Панг орендувала будинок на пляжі в Санта-Моніці, для неї, Леннона, Нільссона, Рінго Старр та Кіт Мун. У цей час Панг умовила Леннона повернутися до сім'ї та друзів. Він і Пол Маккартні знову помирились і грали разом вперше і єдиний раз після розпаду «Бітлз». Панг також домовилася з Джуліаном Ленноном вперше за майже чотири роки відвідати батька. 
Джуліан почав бачити батька частіше. Леннон купив Джуліану гітару Gibson Les Paul на Різдво 1973 року, і заохотив Джуліана зацікавитись музикою, показавши йому кілька акордів.  «У нас з татом тоді стосунки значно покращились», — згадував Джуліан. «Ми дуже розважалися, багато сміялися і загалом чудово провели час, коли він був з Мей Панг. Мої спогади про той час з татом та Мей дуже зрозумілі — це був найщасливіший час, який я можу з ними згадати».
У червні 1974 року Леннон і Панг повернулися жити на Манхеттен. Леннон кинув пити і зосередився на записах музики. У Леннона раніше були коти, поки він жив у будинку своєї тітки Мімі в Ліверпулі; він і Панг прийняли двох котів, яких вони назвали Майором і Мінором. На початку літа Леннон працював над своїм альбомом «Стіни та мости», коли пара переїхала у квартиру пентхаусу на 434 East 52nd Street. 23 серпня Леннон і Панг заявили, що бачили НЛО зі своєї тераси, з якої відкривався панорамний вид на Квінс. Для цього Леннону та Панг довелося вилізти зі свого кухонного вікна. У ніч, про яку йдеться, голий Леннон схвильовано покликав Панг, щоб приєднатися до нього на вулиці, і вони обоє спостерігали за круговим предметом, який мовчки плив менше ніж за 100 футів. Леннон зателефонував Боб Груен — «офіційному» фотографу Леннона, і розповів йому, що сталося. Грін запропонував Леннону викликати поліцію, але Леннон розсміявся, сказавши: "Я не збираюся повідомляти пресі і говорити: «Це Джон Леннон, і я бачив літаючу тарілку минулої ночі». Груен зателефонував до місцевої поліції, яка підтвердила, що ще троє людей повідомили про факт НЛО, а Daily News розповідало, що п'ятеро людей повідомили про появу НЛО в тому ж районі Нью-Йорка, де мешкали Леннон та Панг. Леннон згадує інцидент у пісні «Ніхто не сказав мені».
Панг отримала золоту нагороду RIAA за свою роботу над Walls and Bridges і продовжила свою роботу координаторкою запису альбому Lennon's Rock 'n' Roll, де її назвали «Mother Superior». Панг також працювала над альбомами Нільссона, Старра, Елтона Джона та Девіда Бові. 
Завітавши до Міка Джаггера разом з Енді Ворголом у Монтоуку, Нью-Йорк, Леннон та Панг побували в його котеджі у шотландському стилі, що знаходиться поруч із маяком Монтаук Пойнт. Леннон у лютому 1975 року звернувся до брокера з нерухомості аби знайти подібну пропозицію. У тому ж місяці Леннон і Панг також планували відвідати Пола та Лінду Маккартні в Новому Орлеані, де Wings записували альбом «Venus and Mars», але Леннон примирився з Оно за день до запланованого візиту, після того, як Оно розповіла, що у неї є нові ліки від куріння Леннона. Після зустрічі він не зміг повернутися додому або зателефонувати Мей Панг. Коли Панг зателефонувала наступного дня, Оно сказала їй, що Леннон до неї не повернеться, оскільки він був виснажений після сеансу гіпнотерапії. Через два дні Леннон знову з'явився на спільному прийомі; він був ошелешений і розгублений до такої міри, що Панг вважала, що йому промили мізки. Леннон повідомив Панг, що він помирився з Оно і їхні стосунки закінчилися. Протягом наступних років Панг кілька разів непомітно зустрічалася з Ленноном, але їхні стосунки ніколи не поновлювались.
Леннон скаржився про цей період публічно. Журналіст Ларрі Кейн, який потоваришував з Ленноном у 1964 році, написав вичерпну біографію Леннона, в якій детально описувався період «Втрачений вихідний». В інтерв'ю Кейну Леннон пояснив свої почуття щодо Мей Панг: «Ви знаєте, Ларрі, я, можливо, був найщасливішим, що коли-небудь був … Я любив цю жінку (Панг), я створив гарну музику, і так мені остогидли випивки та все лайно». 

### Книги Панг про Леннона
Після повернення Леннона до Оно, Панг почала працювати в United Artists Records та Island Records PR- менеджеркою, працюючи над альбомами Боба Марлі та Роберта Палмера.
Панг опублікувала свої спогади «Люблячий Джон» у 1983 році. Пізніше книга була перейменована на Джон Леннон: The Lost Weekend. Оригінальна книга на 500 сторінок Loving John розповідала переважно про роль Панг в альбомах і виступах Леннона. Після редагування і зменшення до 300 сторінок, головна увага зосереджувалась переважно на сенсаційних аспектах їх стосунків. Також було розміщено листи, які Леннон писав Панг під час своїх подорожей світом наприкінці 1970-х років. Панг стверджує, що вона і Леннон залишалися закоханими до 1977 року, і підтримували стосунки до його смерті. 
Книга світлин Мей Панг «Інстаматична карма» (Instamatic Karma) була опублікована у 2008 році. Окрім відвертих особистих портретів, книга містить деякі історично важливі світлини, коли Леннон, наприклад, підписує офіційне розірвання партнерства «Бітлз», та останню відому спільну світлину Леннона та Пола Маккартні.

## Подальше особисте життя
Мей Панг одружилася з продюсером звукозапису Тоні Вісконті в 1989 році, але пара розлучилася в 2000 році. У них було двоє дітей. Панг підтримувала стосунки в подальшому з деякими відомими людьми, що товаришували свого часу з Ленноном. Пол Маккартні запросив її на панахиду Лінди Маккартні. Вона була запрошеною гостею на «Концерті для Джорджа» у 2002 році та залишалася поруч із Синтією Леннон та першим сином Леннона Джуліаном Ленноном .
9 жовтня 2006 року Панг випадково зустріла Оно в Ісландії, у день 66-річчя з дня народження Леннона. Оно прилетіла до Ісландії, щоб відкрити скульптуру в Рейк'явіку і зупинився в тому ж готелі.
Панг живе зі своїми дітьми в штаті Нью-Йорк і займається виробництвом прикрас з феншуй з нержавіючої сталі. Вона добровільно співпрацює з притулком для тварин під назвою Animal Haven у Нью-Йорку та володіє собакою, яку врятували після урагану Катріна. Вона також є співавторкою Інтернет-ток-радіо-шоу «Спеціальні вечері з Сінтією та Мей Панг» на blogtalkradio.com із партнеркою в ефірі Синтією Нілсон.